# Bukiv, Luțk
Bukiv (în ucraineană Буків) este un sat în comuna Maiakî din raionul Luțk, regiunea Volînia, Ucraina.

## Demografie
Componența lingvistică a localității Bukiv
     Ucraineană (99,1%)
     Alte limbi (0,9%)
Conform recensământului din 2001, majoritatea populației localității Bukiv era vorbitoare de ucraineană (99,1%), existând în minoritate și vorbitori de alte limbi.